# Гиркалнское староство
Гиркалнское староство (лит. Girkalnio seniūnija) — одно из 12 староств Расейняйского района, Каунасского уезда Литвы. Административный центр — местечко Гиркалнис.

## География
Расположено в центральной Литве, на Жемайтской возвышенности (восточная половина) и Нижненеманской низменности, в южной части Расейняйского района.
Граничит с Калнуяйским староством на западе, Расейняйским — на севере, Арёгальским — на востоке, Шимкайчяйским староством Юрбаркского района — на юго-западе, Велюонским староством Юрбаркского района — на юге, и Юодайчяйским староством Юрбаркского района — на юго-востоке.

## Население
Гиркалнское староство включает в себя местечко Гиркалнис и 43 деревни.